# Rue du Général-Leclerc (Louveciennes)
Pour les articles homonymes, voir Rue du Général-Leclerc.
La rue du Général-Leclerc est une voie située à Louveciennes, en France.

## Situation et accès
La rue va de la Route de Versailles (N186) au croisement de la rue du Pont et de la rue de Montbuisson.

## Origine du nom
Elle rend hommage au général Philippe Leclerc de Hauteclocque (appelé plus couramment général Leclerc), un des principaux chefs militaires de la France libre durant la Seconde Guerre mondiale, décédé deux mois auparavant dans un accident d'avion en Algérie.

## Historique
Elle est d'abord baptisée « Grande-Rue » avant de prendre sa dénomination actuelle.

## Bâtiments remarquables et lieux de mémoire
- Mairie de Louveciennes[1].
- Parc des Trois Grilles.
- Maison de Jeanne Baudot, élève de Renoir. Il y installa son atelier de 1897 à 1914.

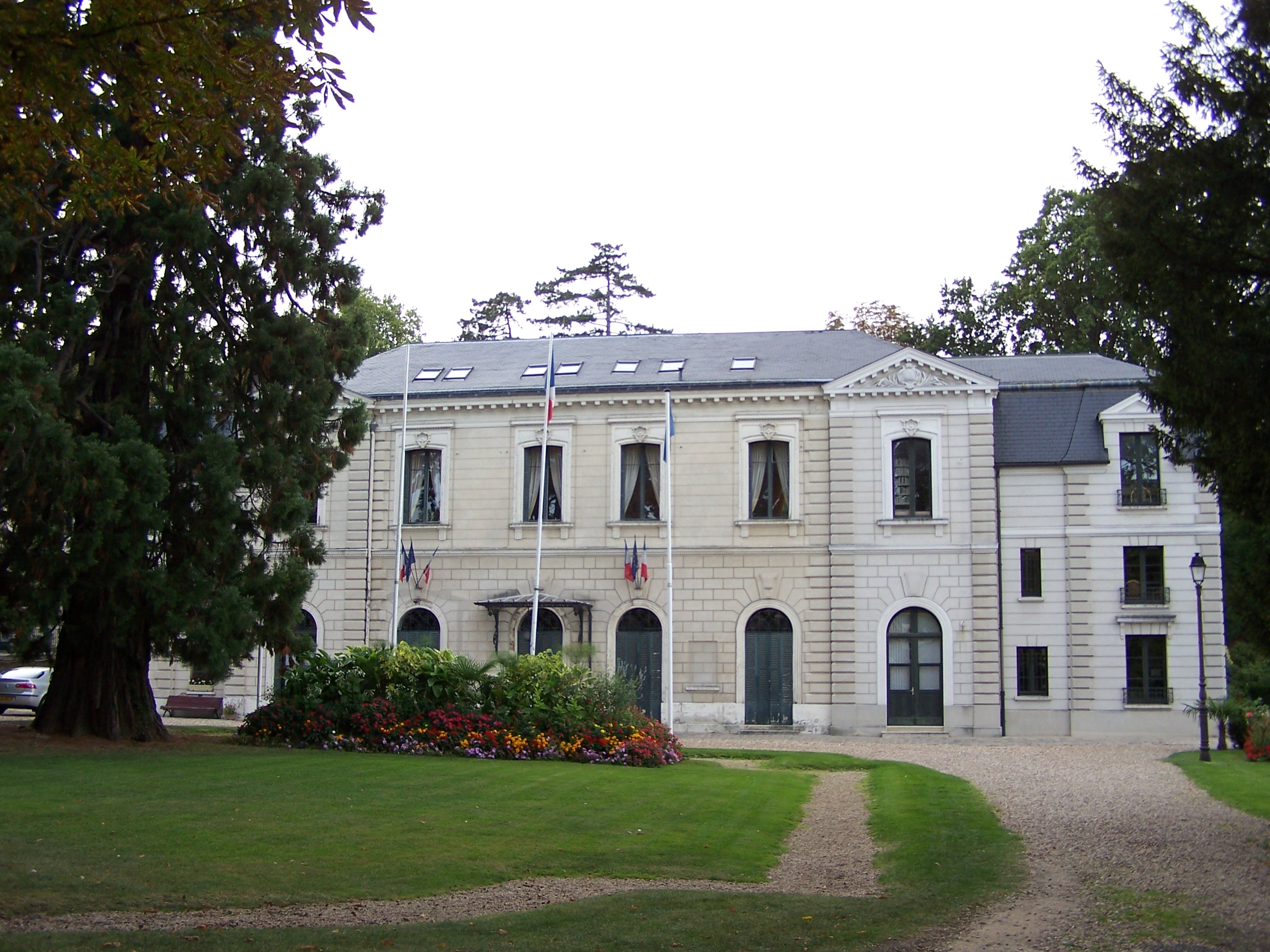
Château de Beauséjour - actuelle mairie de Louveciennes

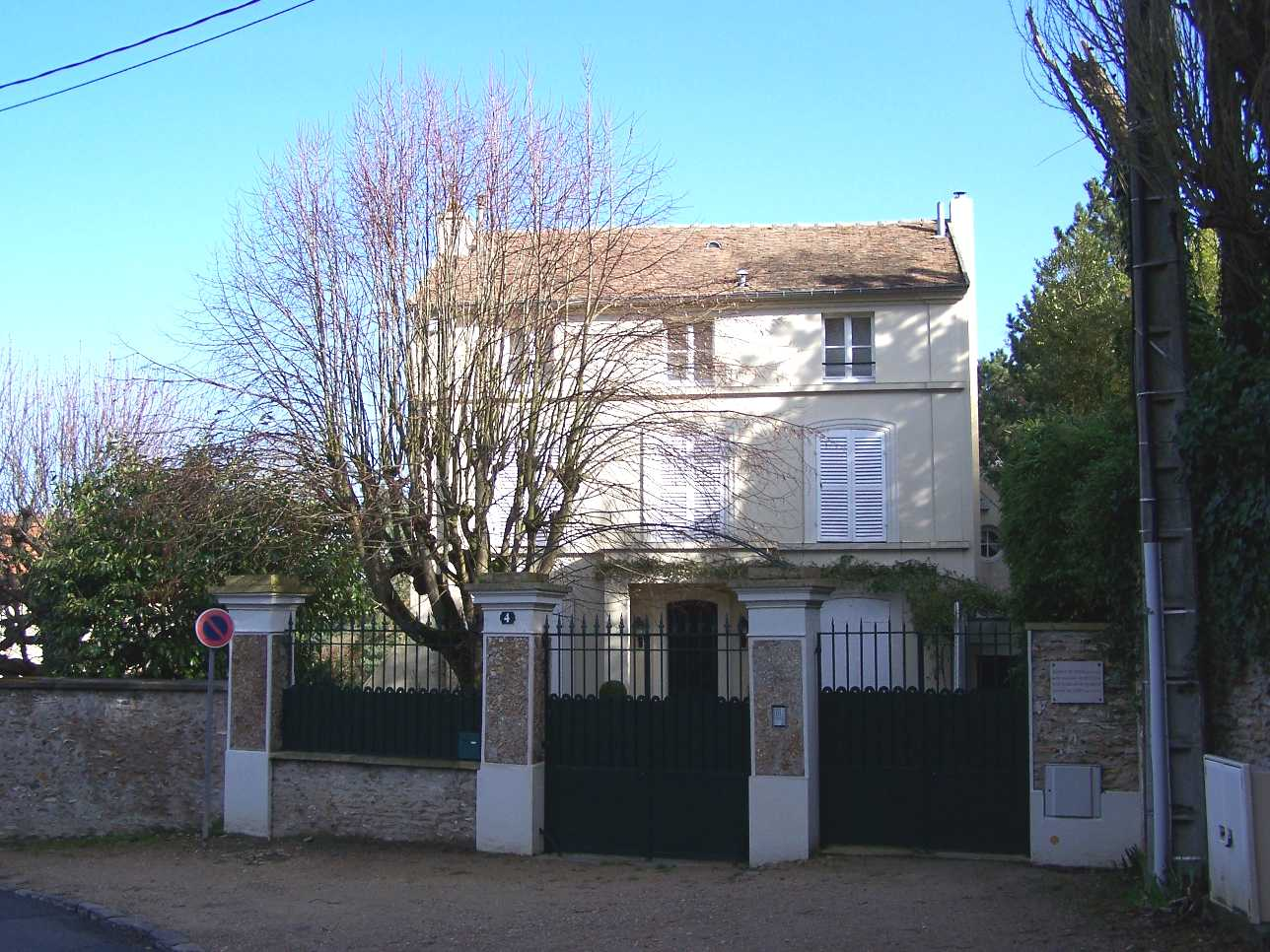
Maison Baudot

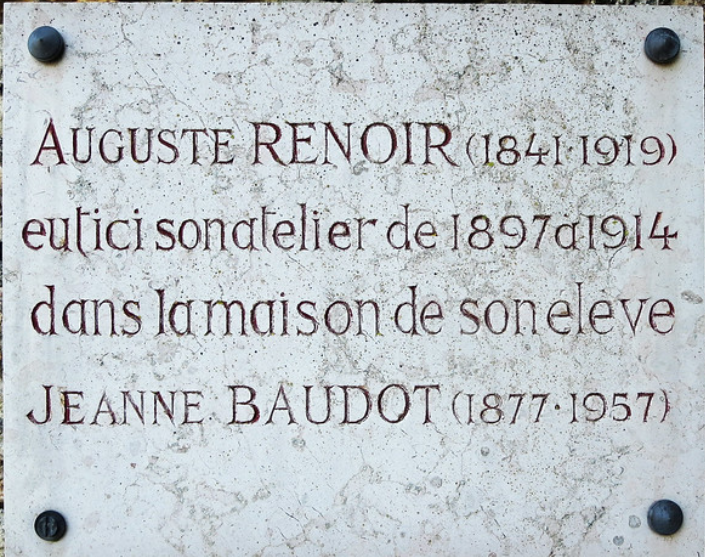
Plaque indiquant qu'Auguste Renoir a eu son atelier dans la maison de Jeanne Baudot, 4, rue du Général Leclerc à Louveciennes